# گمینا کامین پومورسکی
گمینا کامین پومورسکی (به لهستانی:  Gmina Kamień Pomorski) یک گمینا در لهستان است که در شهرستان کامینگ واقع شده‌است. گمینا کامین پومورسکی ۲۰۸٫۵۷ کیلومتر مربع مساحت و ۱۴٬۳۸۹ نفر جمعیت دارد.